# Delicias (Chihuahua)

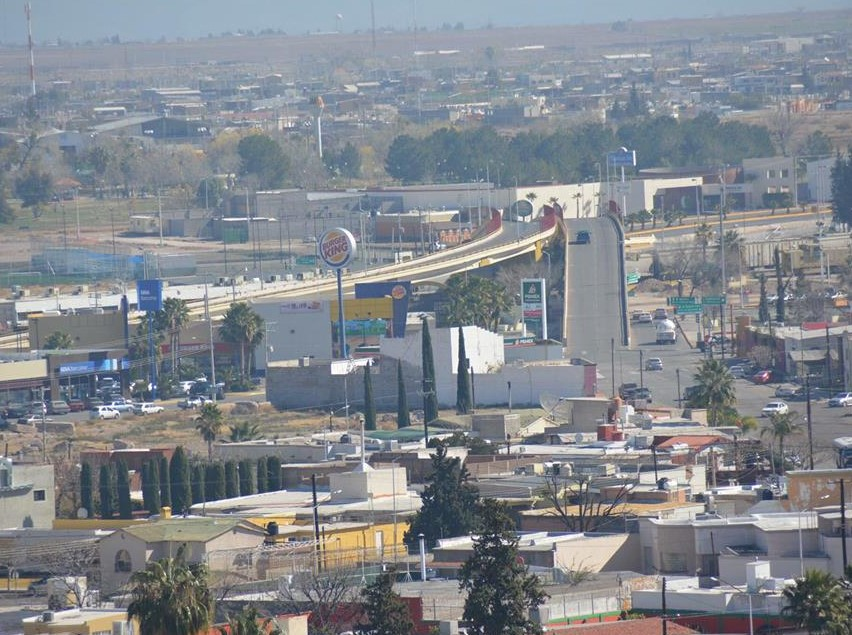
Av. Río Florido Ote.

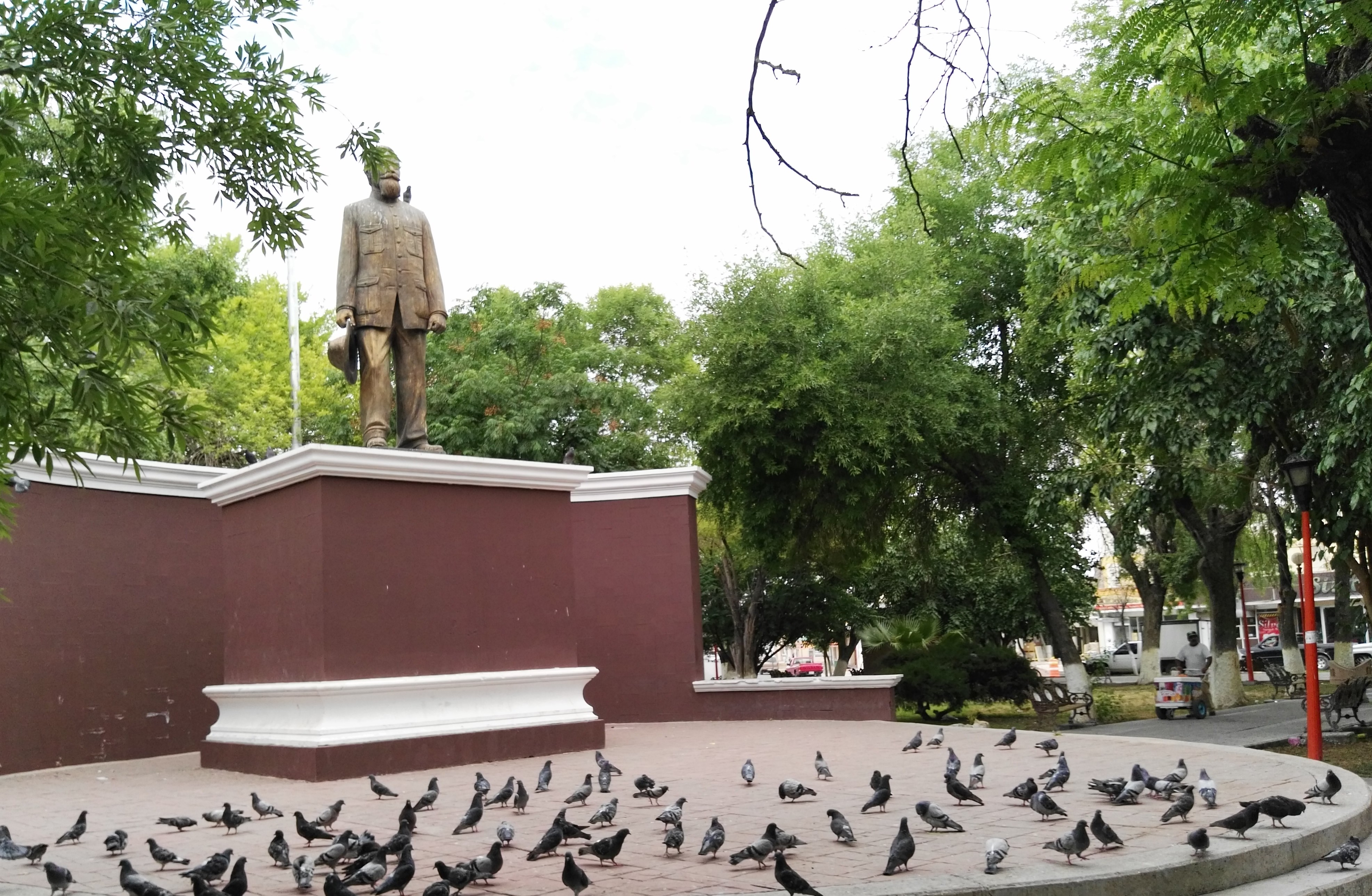
Plaza de la Constitución.

Delicias es una ciudad mexicana ubicada en el estado de Chihuahua, cabecera del municipio homónimo. Forma parte de la zona metropolitana de Delicias y es la 4.ª ciudad más poblada del estado.
Algunas actividades de la región comprenden el cultivo de nogal, chile, que a la caída del precio del algodón ha solventado la economía del municipio, que además se ve beneficiada por otros cultivos, como el tomate, cebolla, cacahuate, siendo también el municipio de Delicias, el principal productor de leche bovina.[cita requerida] La región de Delicias destaca como gran productora de algodón con alrededor de 5000 hectáreas y una producción de 15 000 toneladas de algodón en hueso.[cita requerida]

## Historia
El día primero de abril de 1933 a las 10:59 de la mañana, se inició la fundación de Ciudad Delicias, tras el sueño de muchos años del general Eliseo Campos Arroyo de desarrollar una zona agrícola en la región centro del estado, su visión lo llevó a estudiar agronomía en la ciudad de Chicago. Luego al tomar posesión como gobernador del estado de Chihuahua, conformó así el distrito de riego 05 y planeó así el desarrollo de Ciudad Delicias, con el trazado en el actual el cruce de las calles Central y Av. Agricultura en el Sector Oriente, el Ingeniero Pedro Esmeralda García al mando de una cuadrilla de ocho brecheros, dieron paso a su fundación. 
Correspondió a la Comisión Permanente del XXXVI Congreso del Estado, emitir el Decreto de creación del Municipio, el 7 de enero de 1935, tomando la superficie necesaria para su formación de los municipios de Rosales, Saucillo y Meoqui; pero fue hasta el día 27 del mismo mes, cuando se dio posesión al primer ayuntamiento, siendo la Directiva de la Comisión Permanente del H. Congreso del Estado quien lo estableció en el local de Ave. 3 y Calle 5 norte.

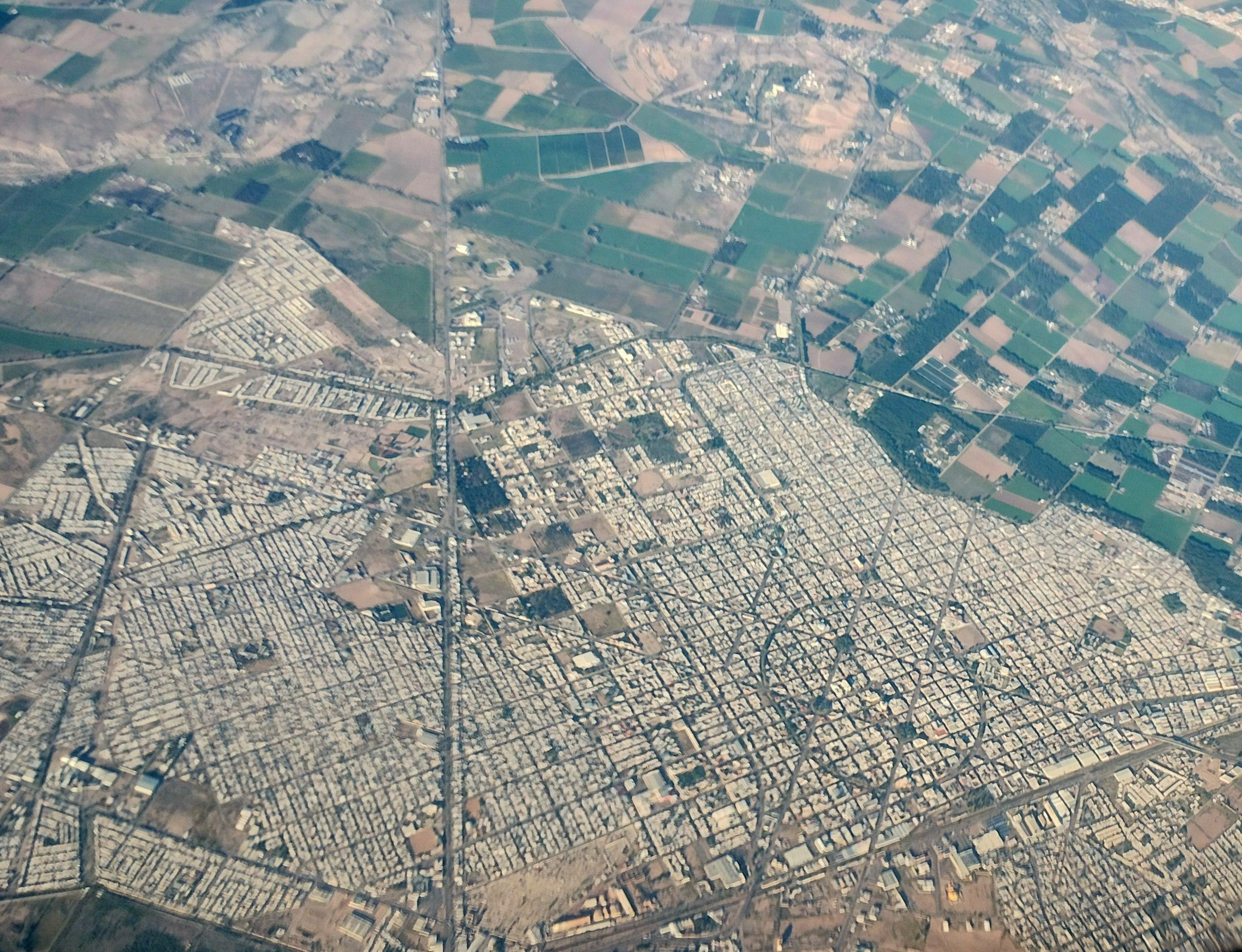
Vista aérea de Delicias, mostrando su trazado.

Primer Ayuntamiento por designación del H. Congreso del Estado: Primer Presidente Municipal don Manuel Chávez Fernández del 7 de enero al 30 de junio de 1935. Su
te don Melchor Meza Grajeda.
Fue la mañana del 11 de octubre de 1957 cuando el licenciado Roberto Amoros, director general de Ferrocarriles de México, el gobernador del estado, Teófilo R. Borunda, el presidente municipal de Delicias Antonio Gutiérrez Christiansen, personalidades del comercio, banca e industria de Delicias, así como funcionarios de los tres niveles de gobierno, autoridades educativas, militares y alumnos de algunas escuelas, asistimos a la inauguración de la nueva estación de los ferrocarriles, en calle Central y Avenida Séptima norte-oriente,  que sustituyó a la vieja estación de ferrocarril en la parte norte de la ciudad que en sus últimos días funcionó en un vagón de ferrocarril, ya que la vieja y deficiente estación había sido incendiada, al parecer intencionalmente.

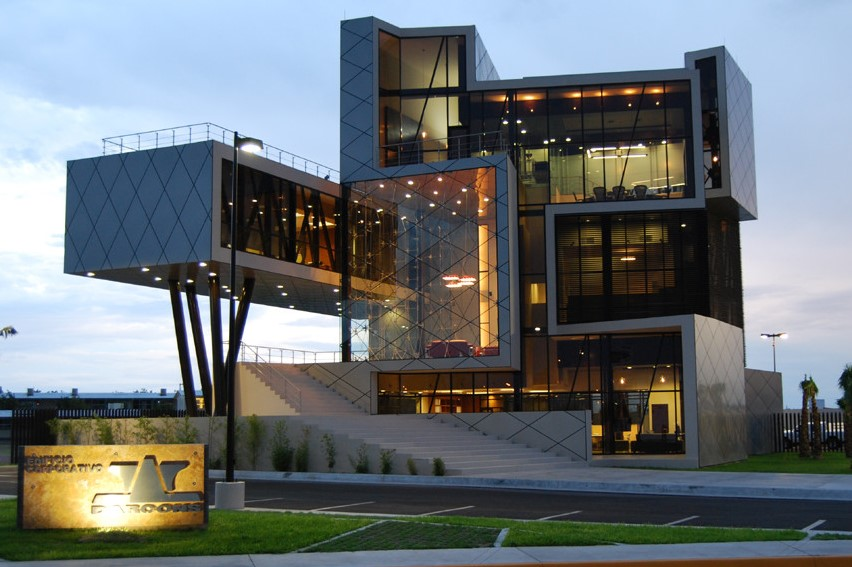
Edificio Darcons en Delicias Chihuahua.

La primera secundaria en la ciudad es la Escuela Secundaria Federal "Leyes de Reforma", fundada en 1945. 

### Cronología
- 1932: Se constituye el Sistema de Riego 05
- 1935: Se constituye en municipio por decreto del Congreso local el 7 de enero.
- 1939: Inicia el desarrollo industrial al instalarse empresas despepitadoras de algodón y productoras de aceite comestible.
- 1950: Nacimiento del venerable, Felipe Emilio Chávez Fierro. Hijo de Melquiadez Chávez y Consuelo Fierro.
- 1954: Levantamiento armado encabezado por Emiliano Julio Laing, apoyando al General Miguel Henríquez Guzmán en contra del Presidente Adolfo Ruiz Cortines. 15 de enero.
- 1960: El Congreso estatal otorgó el título de ciudad el 29 de octubre.
- 1980: Se inicia el traslado de la industria maquiladora de exportación a Delicias.
- 2008: Se festeja el 75 aniversario de su fundación y se ponen en marcha varias obras como la prolongación de la Ave. Fernando Baeza, vía rápida ubicada al sur de la ciudad.
- 2008: Se funda en la ciudad el Plantel 13 del Colegio de Bachilleres del Estado de Chihuahua.
- 2013: Se festeja el 80 aniversario de su fundación y se ponen en marcha varias obras como el polideportivo, ubicado a un lado del Gran Estadio de Béisbol Delicias y el Distribuidor Vial sobre la Avenida Río Florido
- 2014: Se construye paso a desnivel por Av. Río Conchos sector Ote, tercer puente que cruza las vías del tren en la ciudad.[10]

## Clima
El clima es semiárido, la precipitación pluvial media anual oscila entre 334 milímetros, con un promedio anual de 41 días de lluvia y una humedad relativa del 45%. Sus inviernos son suaves con heladas frecuentes entre noviembre y febrero, siendo enero el mes más frío con una mínima promedio de 1 grado. En primavera son comunes fuertes vientos ocasionados por la entrada de los últimos frentes fríos. El mes más cálido es junio con máximas que rondan los 35 grados. La temporada de lluvias coincide con el monzón de Norteamérica en los meses de julio, agosto y septiembre.

### Gota fría
En febrero de 2011, la ciudad fue azotada por un evento climatológico de gran magnitud, dado por una fuerte onda de frío ártico, la cual dio lugar a una temperatura de -18 °C y una sensación térmica de -25 °C, rompiendo el récord anterior. Este evento fue catastrófico para la región puesto que la mayor actividad económica es la agricultura y ganadería, y este fenómeno meteorológico causó un gran número de pérdidas en esas áreas económicas.

### Onda de calor
En junio de 2021, durante la canícula (la temporada más cálida de la región) se presentó una ola de calor gracias a una entrada de masa de aire muy seco y caliente, que afectó a todo el estado y algunas otras regiones de México y el sur de EUA, dando lugar a una temperatura diurna de 43 °C con una sensación térmica de 45 °C y un índice de rayos UV superior a 13, estableciendo el récord de temperatura máxima para la ciudad desde que se tiene registro.

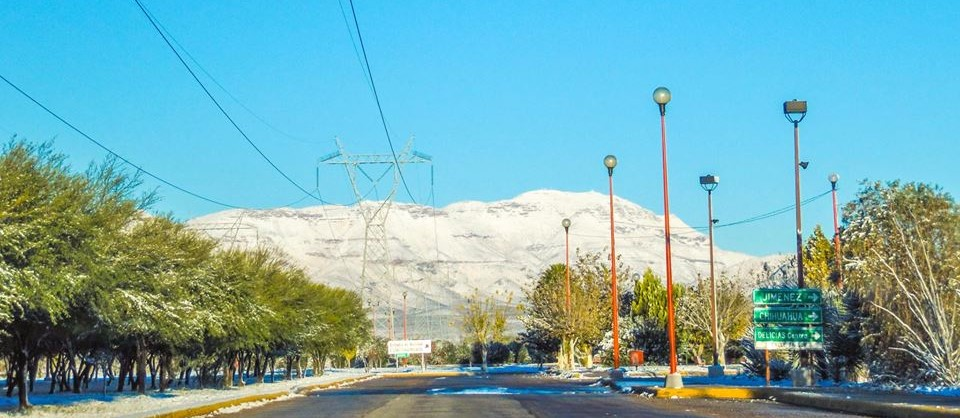
Delicias en el invierno.

| Parámetros climáticos promedio de Delicias | Parámetros climáticos promedio de Delicias | Parámetros climáticos promedio de Delicias | Parámetros climáticos promedio de Delicias | Parámetros climáticos promedio de Delicias | Parámetros climáticos promedio de Delicias | Parámetros climáticos promedio de Delicias | Parámetros climáticos promedio de Delicias | Parámetros climáticos promedio de Delicias | Parámetros climáticos promedio de Delicias | Parámetros climáticos promedio de Delicias | Parámetros climáticos promedio de Delicias | Parámetros climáticos promedio de Delicias | Parámetros climáticos promedio de Delicias |
| Mes                                        | Ene.                                       | Feb.                                       | Mar.                                       | Abr.                                       | May.                                       | Jun.                                       | Jul.                                       | Ago.                                       | Sep.                                       | Oct.                                       | Nov.                                       | Dic.                                       | Anual                                      |
| ------------------------------------------ | ------------------------------------------ | ------------------------------------------ | ------------------------------------------ | ------------------------------------------ | ------------------------------------------ | ------------------------------------------ | ------------------------------------------ | ------------------------------------------ | ------------------------------------------ | ------------------------------------------ | ------------------------------------------ | ------------------------------------------ | ------------------------------------------ |
| Temp. máx. abs. (°C)                       | 32                                         | 32.5                                       | 35                                         | 37.5                                       | 39                                         | 43                                         | 40                                         | 38.5                                       | 37.5                                       | 37.6                                       | 36                                         | 29                                         | 43                                         |
| Temp. máx. media (°C)                      | 19.2                                       | 22.5                                       | 26.3                                       | 29.5                                       | 32.7                                       | 35.1                                       | 33.5                                       | 32.0                                       | 30.3                                       | 27.7                                       | 23.3                                       | 19.9                                       | 27.66                                      |
| Temp. media (°C)                           | 10.55                                      | 13                                         | 16.5                                       | 19.6                                       | 21.2                                       | 26.55                                      | 26.1                                       | 24.8                                       | 23                                         | 19                                         | 14                                         | 11.1                                       | 18.8                                       |
| Temp. mín. media (°C)                      | 1.9                                        | 3.5                                        | 6.7                                        | 9.7                                        | 13.4                                       | 18                                         | 18.7                                       | 17.7                                       | 15.7                                       | 10.4                                       | 4.7                                        | 2.2                                        | 10.21                                      |
| Temp. mín. abs. (°C)                       | -9                                         | -18                                        | -6.5                                       | -1.5                                       | 5                                          | 9.5                                        | 11.5                                       | 12                                         | 5                                          | -0.5                                       | -6                                         | -7.5                                       | -18                                        |
| Precipitación total (mm)                   | 9.2                                        | 3.5                                        | 2.8                                        | 13.3                                       | 10.9                                       | 38.3                                       | 68.7                                       | 64.5                                       | 78.3                                       | 26                                         | 9.6                                        | 9.1                                        | 334.2                                      |
| Días de lluvias (≥ 0.1 mm)                 | 1.8                                        | 0.9                                        | 0.8                                        | 1.2                                        | 2                                          | 5                                          | 7.6                                        | 8.6                                        | 7.3                                        | 3.7                                        | 1.3                                        | 1.6                                        | 41.8                                       |
| Fuente: 7 de diciembre de 2015             |                                            |                                            |                                            |                                            |                                            |                                            |                                            |                                            |                                            |                                            |                                            |                                            |                                            |

## Demografía
De acuerdo con el censo realizado en 2020 por el Instituto Nacional de Estadística y Geografía, en Delicias había un total de 128 548 habitantes, de los que 65 838 eran mujeres y 62 710, hombres.
En dicho censo, se contabilizaron 48 762 viviendas. El grado promedio de escolaridad en la ciudad es de 10.57 años.
| Gráfica de evolución demográfica de Delicias entre 1930 y 2020 |
|                                                                |
| Fuente: Instituto Nacional de Estadística y Geografía.         |

## Economía
Basada fundamentalmente en el sector manufacturero, comercial, de servicios en virtud de su modernidad, Delicias destaca a nivel nacional e internacional en la fabricación de muebles.
Otras actividades de la región comprenden el cultivo de nogal, chile, que a la caída del precio del algodón ha solventado la economía del municipio, que además se ve beneficiada por otros cultivos, como el tomate, cebolla, cacahuate, siendo también el Municipio de Delicias, el principal productor de leche bovina del estado.

## Flora y fauna
El periodo vegetativo es de 232 días. La flora comprende plantas xerófilas, herbáceas, arbustos de diferentes tamaños entremezclados con algunas especies de agaves, yucas, cactáceas, leguminosas como huisache, guamúchil, quiebre hacha, retama, zacates.

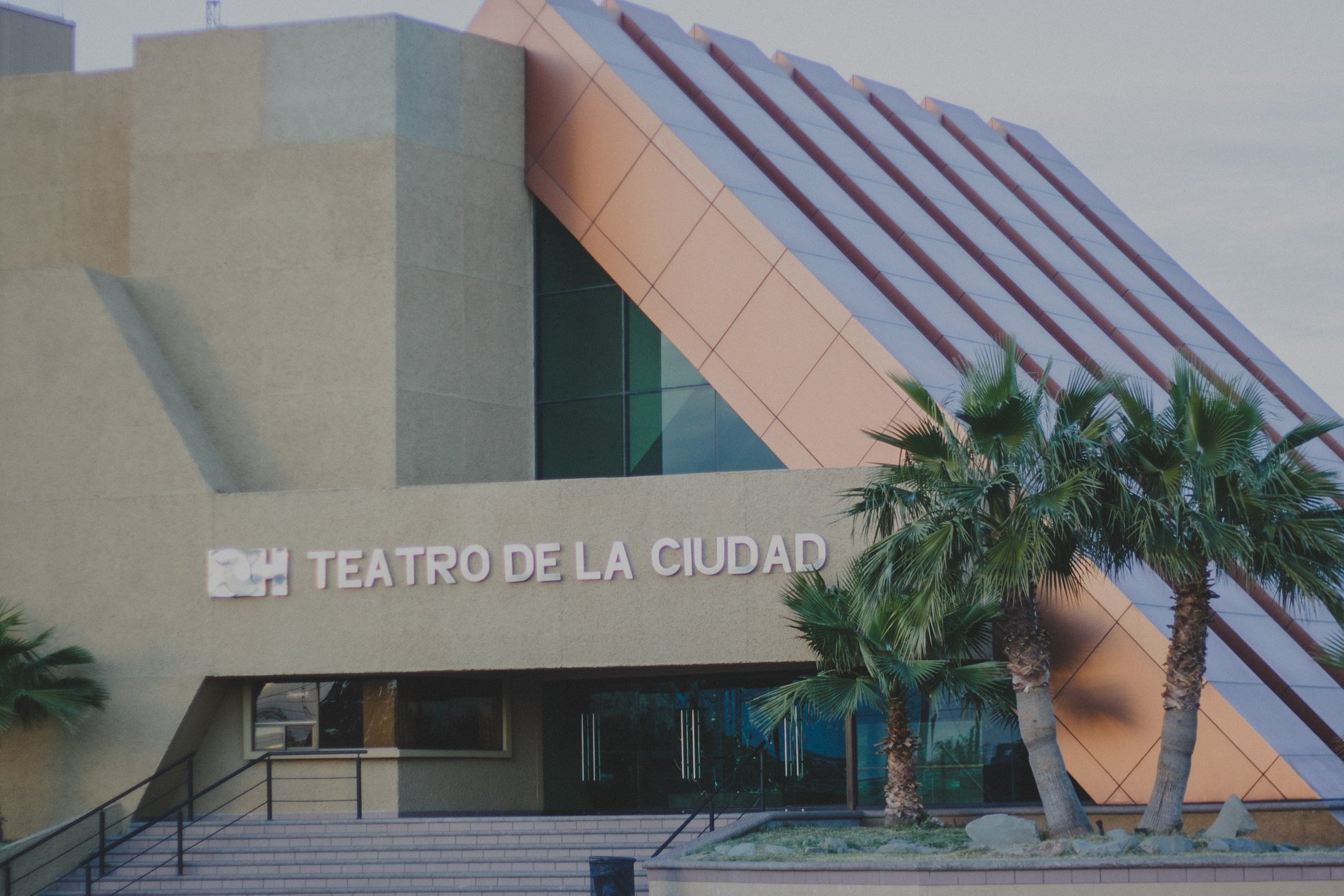
Teatro Manuel Talavera Trejo.

## Lugares de interés turístico

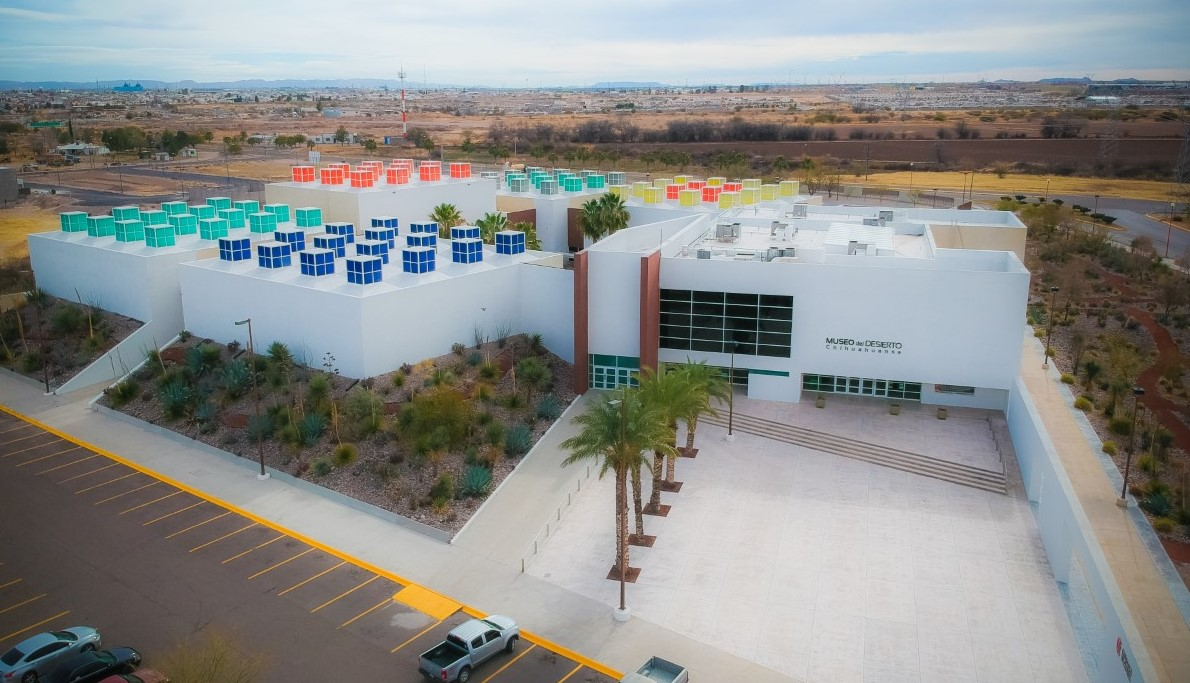
Museo del Desierto Chihuahuense (MUDECH).

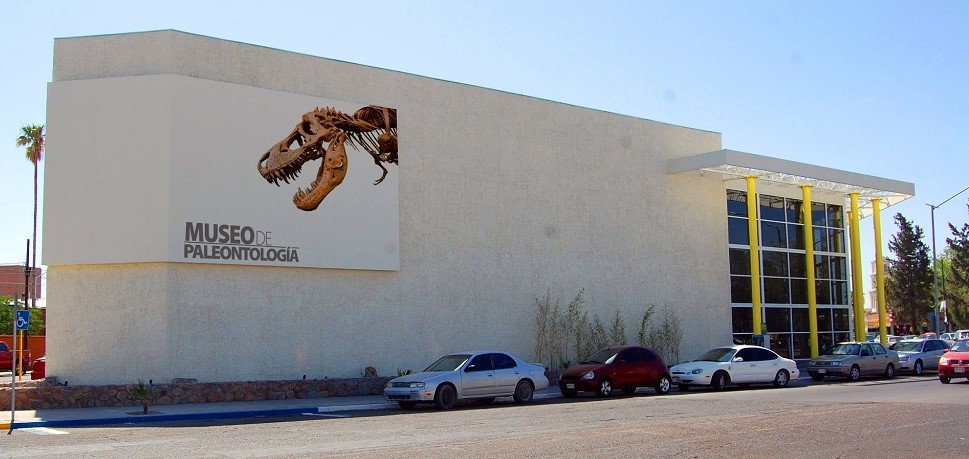
Museo de Paleontología.

Aunada a su tradicional vocación agrícola, Delicias está empezando a desarrollar ciertos aspectos de vocación turística ligada a sus atractivos naturales, a su gastronomía y museos. 
- Reloj Público: Es un monumento típico de la ciudad situada en lo que alguna vez fue el centro del plano original de Delicias. A partir de él se dividen a modo de plano cartesiano los 4 sectores (norte, sur, oriente y poniente) de la ciudad. Además, es donde se reúne la población la noche del 15 de septiembre para dar el grito de independencia pues frente al reloj se encuentra la presidencia municipal. Fue inaugurado en 1949 durante la administración del presidente municipal Emiliano J. Laing.
- El Museo del Desierto Chihuahuense: Es un espacio cuya temática aborda específicamente esta región ecogeográfica del estado de Chihuahua. Mediante sus cuatro salas permanentes de exposición y una sala para exposiciones temporales se muestran la historia del desierto chihuahuense y los habitantes de esta región desde la Edad de Hielo.
- Hacienda de Chihuahua: Esta hacienda es la casa productora del sotol, un destilado de una planta del mismo nombre que crece en el norte del País, producida de forma similar a los mezcales. Es conocida también como la bebida tradicional del estado de Chihuahua. En la hacienda se ofrece un recorrido para conocer el proceso de fabricación artesanal de esta bebida y al final degustarla.
- Museo de Paleontología de Delicias: En este importante museo se tienen siete dinosaurios, entre ellos el primer esqueleto de hadrosaurio montado con piezas originales en el país. Además encontrarás colecciones de caracoles fosilizados, peces, plantas, esqueletos de dinosaurios, un mamut y una ballena gris, todo con su información correspondiente.
- La Exhacienda La Polvosa: Fue construida por inmigrantes alemanes alrededor de 1888, es considerada la construcción más antigua de este sitio. En la actualidad aloja al Hotel del Norte y asemeja un museo, ya que cuenta con una ambientación de principios del siglo XX y muchos de sus muebles y objetos con los que cuenta son piezas originales. Cuenta con su famoso Bar 1888, el Pub y la discoteca Mr. Wilson, además de alberca, aviario y artesanías mexicanas.
- Meoqui: Actualmente es un paraje recreativo con excelente restaurantes y puestos donde se venden productos regionales. En Meoqui, merecen mención especial el Templo de San Pedro, edificado entre 1862 y 1869, así como la casa Valenzuela donde pernoctó el entonces presidente de la república don Benito Juárez en su peregrinar por el norte de México.
- Presa La Rosetilla: Desde Ciudad Delicias se parte hacia las laderas del río Conchos llegando hasta la presa Rosetilla. A lo largo de la carretera se han establecido restaurantes donde la especialidad es el pescado frito y el caldo de oso.

## Deportes
En el ámbito deportivo, Delicias cuenta con 2 equipos semiprofesionales protagonistas en las ligas; Liga Estatal de Béisbol de Chihuahua y Liga de Básquetbol Estatal de Chihuahua.

### Básquetbol
Los Pioneros de Delicias, equipo de básquetbol cuya sede es el gimnasio municipal, teniendo varios campeonatos y quedando en  segundo lugar de la temporada 2019.

### Béisbol

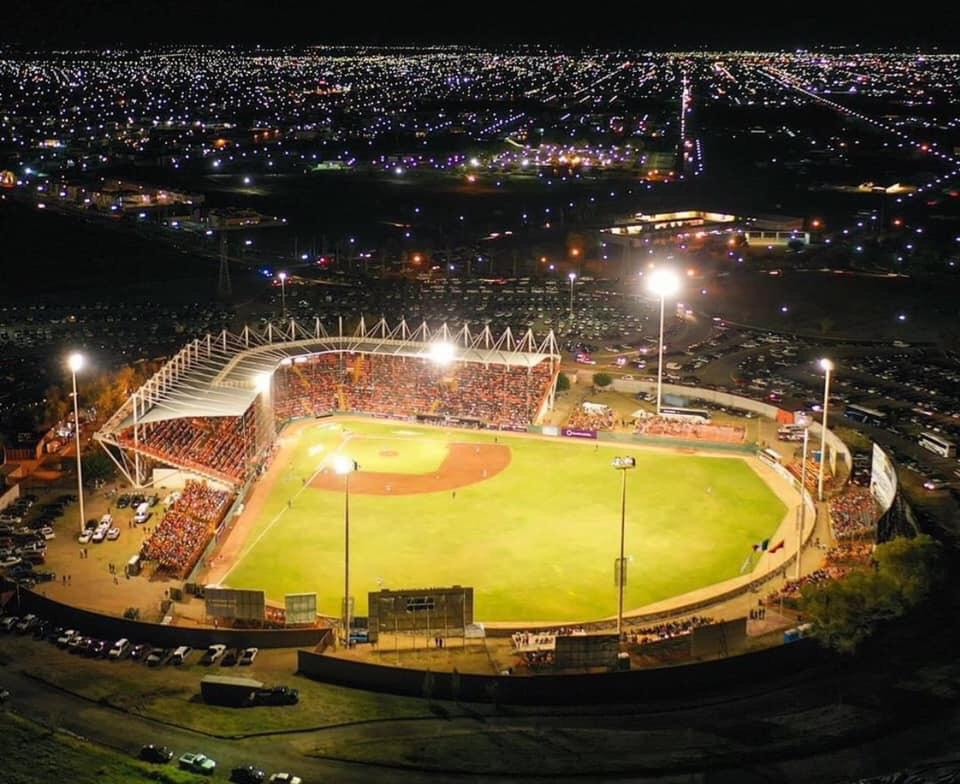
Gran Estadio de Delicias.

El otro deporte importante en la región es el béisbol con el equipo de los Algodoneros de Delicias, quienes desde 1957 han sido grandes protagonistas de la Liga Estatal de Béisbol y en algunas ocasiones la base del equipo representativo del estado a nivel nacional en una de las ligas más competitivas del mundo. El equipo cuenta con 16 títulos desde el inicio de su participación, el más reciente en el 2022 siendo así  el actual campeón. Cabe mencionar que este deporte cuenta con una gran popularidad en la zona y es una de las principales atracciones para los amantes del deporte. En el 2003 se inauguró el Gran Estadio Delicias con una capacidad de 4322 personas, para mejorar la calidad del espectáculo con estas nuevas instalaciones.

## Personas destacadas
- Griss Romero, cantante
- Alfredo Espinoza, escritor.
- Carmen Cardenal, cantante de música ranchera y actriz.
- Gabriela Reyes Roel, actriz.
- Gerardo Herrera Corral, físico.
- Jahir Barraza, futbolista.
- Jesús Gardea Rocha, escritor.
- Gabriel Aury, compositor y cantante.
- Ed Maverick, cantante.
- Luis Aboites, científico social
- Saúl El Jaguar, cantante
- Laura MO, escritora
- Mandrágora, DJ, músico.
- María Merced Nájera Migoni, escritora
- Luis Antonio Esparza Flores, narrador de deportes
- Ivan Esparza Vazquez, narrador de deportes
- Ricardo Adrian Lozoya, cantante y influencer